# RBM7
RBM7 (англ. RNA binding motif protein 7) – білок, який кодується однойменним геном, розташованим у людей на короткому плечі 11-ї хромосоми. Довжина поліпептидного ланцюга білка становить 266 амінокислот, а молекулярна маса — 30 504.
| 10         |  | 20         |  | 30         |  | 40         |  | 50         |
| ---------- |  | ---------- |  | ---------- |  | ---------- |  | ---------- |
| MGAAAAEADR |  | TLFVGNLETK |  | VTEELLFELF |  | HQAGPVIKVK |  | IPKDKDGKPK |
| QFAFVNFKHE |  | VSVPYAMNLL |  | NGIKLYGRPI |  | KIQFRSGSSH |  | APQDVSLSYP |
| QHHVGNSSPT |  | STSPSRYERT |  | MDNMTSSAQI |  | IQRSFSSPEN |  | FQRQAVMNSA |
| LRQMSYGGKF |  | GSSPLDQSGF |  | SPSVQSHSHS |  | FNQSSSSQWR |  | QGTPSSQRKV |
| RMNSYPYLAD |  | RHYSREQRYT |  | DHGSDHHYRG |  | KRDDFFYEDR |  | NHDDWSHDYD |
| NRRDSSRDGK |  | WRSSRH     |  |            |  |            |  |            |

A: Аланін

D: Аспарагінова кислота

E: Глутамінова кислота

F: Фенілаланін

G: Гліцин

H: Гістидин

I: Ізолейцин

K: Лізин

L: Лейцин

M: Метіонін

N: Аспарагін

P: Пролін

Q: Глутамін

R: Аргінін

S: Серин

T: Треонін

V: Валін

W: Триптофан

Кодований геном білок за функцією належить до фосфопротеїнів. 
Задіяний у такому біологічному процесі, як мейоз. 
Білок має сайт для зв'язування з РНК. 